# Abadía de Padise
La Abadía de Padise (en estonio: Padise klooster) era un antiguo monasterio cisterciense en Padise en el condado de Harju, Estonia, que se estableció en 1310 por los monjes desposeídos de la abadía de Dünamünde en Letonia. Se convirtió en una fortaleza después de su disolución en 1559, y más tarde fue utilizado como una casa de campo hasta 1766. Las ruinas ahora albergan un museo.
El interés en Padise de los monjes se documenta por primera vez en 1283 en una carta del rey Eric V de Dinamarca (Eric klipping) con respecto a la adquisición de terrenos para la construcción de un monasterio cisterciense, pero es casi seguro que habían tenido una presencia allí durante varias décadas antes como parte de la cristianización de los territorios de Estonia recién conquistados por los Caballeros teutónicos.